# Jfk 98,2
jfk 98,2 war ein Berliner Privatradio, benannt nach John F. Kennedy, der in der Stadt für seinen Ausspruch „Ich bin ein Berliner“ berühmt wurde. jfk 98,2 wurde unter dem Arbeitstitel Radio Flamingo durch den Berliner Impresario Peter Schwenkow und dessen Firma Radio Concept (Hauptgesellschafter Peter Schwenkow mit 53 Prozent, Geschäftsführer Thomas Dittrich; weitere Gesellschafter: Michael Poetter und der Restaurantbesitzer Roland Mary) initiiert.

## Startphase
jfk 98,2 sendete ab dem 23. März 1994, dem vierzigsten Geburtstags Schwenkows, hauptsächlich Softpop sowie Blues, Swing, Funk und weitere amerikanische Musikrichtungen. Die Medienanstalt Berlin-Brandenburg (MABB) hatte dem Radiosender bei der Lizenzierung aufgetragen, 43 Infolines und umfassenden Infos aus Kultur, Wirtschaft und Politik zu senden.
Sendetechnik sowie zeitweise die Nachrichtenzulieferung waren vom Radiosender Hundert,6 unter Georg Gafron bereitgestellt. Gesendet wurde aus dem Trigon-Gebäude in Berlin-Tiergarten über die Sendemasten auf dem Berliner Fernsehturm sowie vom Scholzplatz. Der Sendebeginn war begleitet von einer ambitionierten Startup-Phase (Startmotto: „Radio für die Gebildeten“ mit einer massiven Plakat- und Promotion-Werbekampagne in ganz Berlin) in Berlin-Zehlendorf.

## Niedergang
Nach Streitigkeiten mit der Familie Kennedy um Namensrechte und schlechten Mediadaten wurde zuerst der Wort- und Kulturanteil massiv reduziert und ein Relaunch im September 1995 mit Umbenennung in 98,2 Soft Hit Radio versucht.
Nach einem Verkauf im November 1995 an Georg Gafrons Hundert,6 Medien GmbH gab Schwenkow auf Anregung der MABB mit Gafrons Zustimmung die Frequenz an die MABB zurück. Nach Entlassung der Mitarbeiter im Mai 1996 wegen unerwarteter Nichtwiedervergabe der Sendelizenz wurde der Betrieb nach zeitweiligem, lizenzlosem Weiterbetrieb durch Hundert,6 auf der Frequenz 98,2 MHz eingestellt. Auf der Frequenz sendet heute der Privatradiosender Radio Paradiso.
Georg Gafron bezifferte den Verlust von Investitionsmitteln in Höhe von 7 bis 10 Millionen DM und machte der MABB massive Vorwürfe. jfk 98,2 soll wegen lizenzwidriger Verminderung des Kulturanteils mehrmals von der MABB verwarnt worden sein.
Das Konzept der Nachrichtenzulieferung wurde danach vom Sender Hundert,6 in Zusammenarbeit mit Radio Paradiso selbst praktiziert. Neben dem Zulieferer von stündlichen Nachrichten durch Hundert,6 hatte jfk 98,2 zeitweise auch den deutschsprachigen Nachrichtenlieferservice von Voice of America in Anspruch genommen, dessen technische Übertragungsqualität hörbar reduziert war.